# 233943 Falera
233943 Falera è un asteroide della fascia principale. Scoperto nel 2009, presenta un'orbita caratterizzata da un semiasse maggiore pari a 3,1516260 UA e da un'eccentricità di 0,0883192, inclinata di 8,12495° rispetto all'eclittica.
L'asteroide è dedicato all'omonima località della Svizzera.